# Вишневецкий, Михаил Серваций
Князь Михаил Серваций Вишневецкий (пол. Michał Serwacy książę Wiśniowiecki, укр. Михайло Сервацій Вищневецький; 13 мая 1680, Львов — 16 сентября 1744) — государственный и военный деятель Великого княжества Литовского из рода князей Вишневецких герба Корибут. Писатель и поэт. Отец — князь Константин Кшиштоф Вишневецкий.

## Биография
Польный гетман литовский в 1702—1703 и 1707—1709 годах, Великий гетман литовский в 1703—1707 годах и с 1735 года, виленский каштелян с 1703 года и воевода виленский в 1706—1707 годах и с 1735 года. Региментарь литовской армии с 1730 года. Канцлер великий литовский в 1720—1735 годах. Староста пинский, волковысский, глинянский, тухольский.
Во время гражданской войны на Литве в 1700 году, был руководителем оппозиции знати, выступавшей против рода Сапег, представители которого занимали в то время ведущие посты в администрации Великого княжества Литовского. В 1700 году разбил армию Сапег в битве под Олькениками. Маршал чрезвычайного сейма, проходившего с 11 июня—19 августа 1703 года в городе Люблин. Несколько раз был маршалом Трибунала Литовского.
Поддерживал Августа ІІ Сильного до 1707 года, затем перешёл на сторону Станислава Лещинского. В том же году арестован и вывезен в Россию, с 1709 года в эмиграции.
В 1716 году признал Августа ІІ Сильного польским королём и великим князем литовским и вернулся на родину.
В 1717 году в Пинске построил монастырь бернардинцев.
В 1733 году, будучи сторонником России, поддерживал кандидатуру Августа ІІІ.
Последний мужской представитель старшей линии и, предположительно, всего рода князей Вишневецких. После его смерти владения Вишневецких перешли к Огинским и Замойским.

## Семья
Князь Михаил Серваций Вишневецкий был трижды женат. В 1695 г. женился на Екатерине (1680—1725), дочери великого маршалка литовского Яна Кароля Дольского (1640—1695). Дети от первого брака:
- Анна Вишневецкая (1700—1732), жена с 1721 г. воеводы троцкого Юзефа Огинского (ок. 1693—1736);
- Екатерина Вишневецкая (1701—1770), жена с 1722 г. великого ловчего коронного и воеводы смоленского Михаила Ждислава Замойского (ок. 1679—1735).

В 1725 г. вторично женился на княгине Марии Магдалене Чарторыйской (+1728), дочери великого хорунжего литовского и старосты пинского князя Юзефа Чарторыйского (+1750).
В 1730 г. в третий раз женился на княгине Текле Руже Радзивилл (1703—1747), дочери великого канцлера литовского князя Кароля Станислава Радзивилла (1669—1719) и Анны Екатерины Сангушко (1676—1746).